# Apomys datae
Il topo di foresta della cordigliera di Luzon (Apomys datae  Meyer, 1899) è un roditore della famiglia dei Muridi endemico dell'isola di Luzon, nelle Filippine.

## Descrizione

### Dimensioni
Roditore di piccole dimensioni, con la lunghezza della testa e del corpo tra 137 e 144 mm, la lunghezza della coda tra 125 e 143 mm, la lunghezza del piede tra 36 e 39 mm, la lunghezza delle orecchie tra 20 e 22 mm e un peso fino a 102 g.

### Aspetto
La pelliccia è densa e soffice. Le parti superiori sono marroni scure con dei leggeri riflessi arancioni, mentre le parti ventrali sono bianche, talvolta con dei riflessi ocra e con la base dei peli grigio scura. Il dorso delle zampe è bianco. La coda è più corta della testa e del corpo. Il cariotipo è 2n=44 FN=54.

## Biologia

### Comportamento
È una specie terricola e notturna. 

### Alimentazione
Si nutre al suolo di vermi, insetti e semi.

## Distribuzione e habitat
Questa specie è endemica della cordigliera settentrionale dell'isola di Luzon, nelle Filippine.
Vive nelle foreste primarie e secondarie, nelle foreste muschiose e nelle boscaglie adiacenti campi agricoli tra 1.600 e 2.800 metri di altitudine.

## Conservazione
La IUCN Red List, considerato il vasto areale e la mancanza di minacce, classifica A.datae come specie a rischio minimo (Least Concern).